# شو ميازاكي
شو ميازاكي (باليابانية: 宮坂 翔) (مواليد 6 يونيو 1988)، هو لاعب كرة قدم سابق كان يلعب كمدافع.

## وصلات خارجية
- شو ميازاكي على موقع قاعدة بيانات كرة القدم.إي يو (الإنجليزية)
- شو ميازاكي على موقع عالم كرة القدم.نت (الإنجليزية)